# Майданова, Марина Сергеевна
Марина Сергеевна Майданова (укр. Марина Сергіївна Майданова; род. 22 августа 1982, Конотоп, Сумская область), в замужестве Миндарева (укр. Миндарева) — украинская легкоатлетка, специалистка по бегу на короткие дистанции. Выступала на профессиональном уровне в 1999—2011 годах, чемпионка Европы среди молодёжи, победительница Кубка Европы, призёрка ряда крупных международных стартов, чемпионка Украины, действующая рекордсменка страны в беге на 200 метров в помещении, участница летних Олимпийских игр в Афинах.

## Биография
Марина Майданова родилась 22 августа 1982 года в городе Конотоп Сумской области Украинской ССР. С 1995 года постоянно проживала в Харькове, представляла Харьковское государственное высшее училище физической культуры № 1 и физкультурно-спортивное общество «Динамо».
Первого серьёзного успеха на международном уровне добилась в сезоне 1999 года, когда вошла в состав украинской сборной и выступила на впервые проводившемся юношеском мировом первенстве в Быдгоще, где дошла до полуфиналов в беге на 100 и 200 метров, а в смешанной эстафете 400+300+200+100 метров вместе с соотечественницами выиграла бронзовую медаль.
В 2002 году на Кубке Европы в Анси заняла 13-е место в дисциплине 100 метров и четвёртое место в эстафете 4×100 метров.
В 2003 году на чемпионате мира в помещении в Бирмингеме в беге на 200 метров дошла до полуфинала, установив при этом ныне действующий рекорд Украины в данной дисциплине — 23,26. На молодёжном европейском первенстве в Быдгоще одержала победу в дисциплине 200 метров и в эстафете 4×100 метров. На чемпионате мира в Париже остановилась на стадии полуфиналов. Была лучшей на чемпионате Украины в Киеве.
В 2004 году была четвёртой на чемпионате мира в помещении в Будапеште, превзошла всех соперниц на чемпионате Украины в Ялте. Благодаря череде успешных выступлений удостоилась права защищать честь страны на летних Олимпийских играх в Афинах — в беге на 200 метров дошла до полуфинала, в эстафете 4×100 метров вместе с Жанной Блок, Татьяной Ткалич и Ириной Кожемякиной не смогла преодолеть предварительный квалификационный этап. Помимо этого, финишировала восьмой на Всемирном легкоатлетическом финале в Монако.
В 2005 году в третий раз победила на чемпионате Украины, стала третьей на Кубке Европы во Флоренции, дошла до полуфинала на чемпионате мира в Хельсинки.
Завершила спортивную карьеру по окончании сезона 2011 года.